# Víctor Hugo Hernández
Víctor Hugo Hernández est un footballeur mexicain né le 19 mai 1986. Il évolue au poste de gardien de but avec les Chivas de Guadalajara.

## Biographie
Il débute avec les Chivas le 27 septembre 2008 lors d'une victoire 1-0 contre l'Atlas. Lors de la même semaine, il réussit également à remporter un match de huitièmes de finale de Copa Sudamericana contre le club brésilien de l'Atlético Paranaense. Il joue 11 autres matchs durant la saison, dont notamment les quarts puis les demi-finales de la Copa Sudamericana.
Cependant, apparaissant comme doublure de Luis Ernesto Michel, il ne joue que 7 autres matchs en 3 ans.

## Palmarès
- Néant